# Suhoj Su-30MKI
Suhoj Su-30MKI (NATO-v naziv: "Flanker-H") je višenamjenski lovački zrakoplov dizajniran u kooperaciji Suhoja i indijskog Hindustan Aeronautics Limiteda na osnovu Suhoja Su-30.

## Razvoj
Su-30MKI je baziran na Suhoju Su-30MK, ali s velikim poboljšanima, kao što je unaprijeđena elektronika (poboljšani radar) s velikim udjelom ne-ruske opreme, kanarde i motore s pomičnim ispuhom. Osim opreme, može biti opremljen i najmodernijim ruskim lovačkim naoružanjem.

Tijekom potpisivanja ugovora bilo je dosta komplikacija, pogotovo zbog činjenice da Su-30MKI na početku nije imao fiksnu opremu, već se 40 naručenih zrakoplova isporučivalo u blokovim s različitom opremom. Na kraju su svi raniji zrakoplovi dovedeni na zajednički standard. Prvi blok je dostavljen do 1997. a činio je osam Su-30K-ova koji su u osnovi bili slični ruskim Su-30. Dostavljeni su u Antonovima An-124; rastavljeni i dva po jednom letu. Prvi zrakoplov je u indijsku službu formalno ušao 11. srpnja 1997.

### Dizajn
Dok su dostave navedenih zrakoplova Indiji bile u tijeku, Suhoj je sastavljao prvi prototip Su-30MKI-ja koji je nastao modifikacijom Su-30. Prvi let je obavio 1. srpnja 1997., a u principu se radilo o demonstratoru trupa koji imao: kanarde, nove motore AL-31FP koji imaju mogućnost od 142,2 kN potiska, a ispusi motora su se mogli pomicati +/- 15° iz horizontalnog položaja.
Izvorni Su-27 je bio iznimno okretan zrakoplov, no ugradnja ovih unapređenja je Su-30MKI odvela na potpuno višu razinu. Testni pilot Vjačeslav Jurjevič Averjanov je letio s prototipom na zračnom sajmu u Bangaloru u prosincu 1998. te tako privukao pozornost svojim manevrima i sposobnostima, no zrakoplov je izgubljen u nesreći u lipnju 1999. na Pariškom zračnom mitingu. I Averjanov i njegov kopilot Vladimir Šendrik su se uspješno katapultirali dok je zrakoplov pao na tlo i bio potpuno uništen.

Nesreća nije zaustavila projekt te je uskoro napravljen drugi prototip Su-30MKI-ja koji je prvi put poletio 23. ožujka 1998.; kao i prvi napravljen je modifikacijom Suhoja Su-30. Već u kolovozu 1999. Averjanov je izveo let s njim na moskovskom zrakoplovnom sajmu MAKS.
Potpuno sigurna konfiguracija elektronike je dogovorena u ožujku 1998. a uključivala je između ostalog: ruski izrađen sustav upravljanja vatrom, novi multimodalni radar N011M "Bars" iz Znanstveno-istraživačkog instituta V. V. Tihomirova (rus. Научно-исследовательский институт приборостроения имени В. В. Тихомирова, transkripcija - Naučno-isljedovateljski institut priborostrojenja imeni V. V. Tihomirova) koji ima domet 150 km i može pratiti 15 meta odjednom, francuski kokpitski zaslon koji je razvio Sextant Avionique, centralni procesorski sustav koje razvio indijski DRDO i sustav izraelskih protumjeri koje se sastavljene oko sustava za ometanje Elta EL/M-8222. Ostatak elektronike je bio ruski.
Kako Indija nije htjela nastaviti isporuku u blokovima, već sve inačice MKI-ja odjednom dobiti odmah nakon zrakoplova Su-30K, a to nije bilo moguće jer tada zrakoplovi još nisu bili spremni, Indijci su kupili dodatnih deset Su-30K-ova. Zrakoplovi su isporučeni 1999. i nisu se previše razlikovali od prvih osam.

Prvi predserijski Su-30MKI je prvi put poletio 26. studenog 2000. nakon čega su došla još tri i svi su korišteni za testove i procjene. Prvi serijski zrakoplov je poletio pred kraj 2001. i prvi blok od deset zrakoplova je Antonovom An-124 dostavljen Indiji u ljeto 2002. 28. prosinca 2000. Rusija i Indija su potpisale ugovor kojim se Hindustan Aircraft LTD-u daje licenca za proizvodnju 140 zrakoplova. Prvi zrakoplovi će biti sastavljeni iz ruskih dopremljenih dijelova, dok se za ostatak predviđa da će u cijelosti biti izrađeni u Indiji.

## Tehničke karakteristike (Suhoj Su-30MKI)
Izvori podataka: KNAAPO i Suhoj 
Osnovne karakteristike
- posada: 2
- dužina: 21,935 m
- raspon krila: 14,7 m
- površina krila: 62 m2
- visina: 6,36 m

Letne karakteristike
- najveća brzina: 2.490 km/h
- dolet: 5.000 km
- brzina penjanja: 300 m/s
- najveća visina leta: 17.300 m
- specifično opterećenje krila: 401 kg/m
- motor: 2 x AL-31FP

## Vanjske poveznice
|  | Zajednički poslužitelj ima stranicu o temi Sukhoi Su-30MKI    |
|  | Zajednički poslužitelj ima još gradiva o temi Sukhoi Su-30MKI |